# Didier Ilunga Mbenga
Didier Ilunga Mbenga (30 december 1980) is een Belgisch-Congolees voormalig basketballer en tweevoudig NBA-kampioen, hij speelde in de NBA achtereenvolgens voor de Dallas Mavericks, Golden State Warriors, Los Angeles Lakers en New Orleans Hornets.
Hij is afkomstig uit Congo en tekende in 2004 een contract bij de Mavericks. Op 21 januari 2008, enkele dagen nadat hij was ontslagen bij de Golden State Warriors, raakte bekend dat Mbenga een 10-daags contract tekende bij de Los Angeles Lakers. Begin februari maakte de clubleiding van de Lakers bekend met Mbenga door te gaan tot het einde van het seizoen. Hij is de allereerste en enige Belg die een 'major league' in de VS kon winnen en hij is ook de enige die er twee titels op zijn conto heeft staan.

## Het prille begin
Didier Mbenga woonde 17 jaar lang in Congo. Hij was lid van een familie die betrokken was bij de overheid. Wanneer de periode van zijn vader voorbij was, probeerde het nieuwe regime iedereen die bij het vorige regime betrokken was te vermoorden. Zijn vader stierf onder onbekende omstandigheden en het is onduidelijk of het nieuwe regime achter de moord zat. Tijdens de oorlog van de Tutsi's met de Hutu's werd Didier (of DJ) vals beschuldigd een Tutsi te zijn, waarna hij in de gevangenis op zijn executie zat te wachten. In 1999, na 9 maanden zwaar mishandeld te zijn geweest, slaagde hij erin te ontsnappen nadat zijn broer een van de cipiers omkocht. Vrezend voor hun levens, stapten DJ en zijn moeder op het eerste vliegtuig naar het buitenland. De eerste, de beste vlucht leidde hen naar België, waar ze politiek asiel kregen. Later zou hij de Belgische nationaliteit verkrijgen. Op een dag, toen DJ in het asielcentrum van Kapellen verbleef, werd hij opgemerkt door Willy Steveniers, een Belgische basketballegende. Onder de indruk van zijn fysiek uiterlijk, bood hij DJ aan om van hem basketbal te leren spelen. In de tijd die volgde, werd Steveniers DJ's mentor en vervangingsvader. DJ speelde in het seizoen 2001-2002 voor de club Spirou Basket Gilly, waar hij zijn eerste stappen in de basketwereld zette en zich kon bewijzen. Na dit geslaagde debuut maakte hij in september 2002 de overstap naar Vastiau Basket Leuven. Hier groeide hij verder door, met een gemiddelde van 8,1 punten en sterke optredens op het veld. Dit zorgde ervoor dat hij werd opgemerkt door Spirou Charleroi, waar hij verder een mooie carrière uitbouwde die hem nationale bekendheid bracht. Samen met Steveniers bleef hij hard werken en zich op alle vlakken verbeteren.

## Dallas Mavericks
Hun droom, om DJ in de NBA te zien, werd werkelijkheid in 2004, toen hij een contract kreeg bij de Dallas Mavericks. Bij de Mavericks bewees Mbenga z'n kwaliteiten, waardoor in 2006 z'n contract met drie jaar verlengd werd, wat hem 11,3 miljoen euro opleverde. In de play-offs van 2006 werd hij 6 wedstrijden geschorst omdat hij in de tribune was gegaan. Hij had gezien hoe Avery Johnsons vrouw werd lastiggevallen door enkele fans en ging, volgens de geruchten, samen met eigenaar Mark Cuban in de tribune om mevrouw Johnson naar de kleedkamer te helpen. De NBA negeerde het feit dat hij goede bedoelingen had en de vicepresident van de NBA, Stu Jackson, hield zich aan een harde lijn tegen spelers die de tribune betraden, door hem zes wedstrijden te schorsen zonder loon. Toen hem gevraagd werd of hij de finale thuis dan maar bekeek, antwoordde hij: "Soms, ik kan er niet naar kijken, zeker als Diop of Erick in foutenlast zijn word ik kwaad. Ik zou de televisie willen kapotschieten".

## Golden State Warriors
Ondanks zijn verder goede prestaties als bankspeler, moest DJ voor het begin van het seizoen 2007-2008 echter vertrekken bij de Mavs. Hij moest plaats maken voor Juwan Howard. Op 17 november kreeg Mbenga een contract bij de Golden State Warriors, die getraind werden door zijn voormalige coach van Dallas, Don Nelson. Op 7 februari, in de wedstrijd tegen Memphis Grizzlies, bezeerde Mbenga zijn knie op het einde van het vierde quarter en wankelde van het veld. Aanvankelijk dacht men dat hij enkel zijn knie bezeerd had en dat hij na een week weer kon spelen, maar latere scans toonden dat Mbenga zijn voorste kruisbanden gescheurd had, waardoor hij medische verzorging nodig had. Door deze blessure miste Mbenga de rest van het seizoen.

## Los Angeles Lakers
Op 6 januari 2008 werd hij ontslagen door Golden State. Later die maand, op 21 januari 2008, kreeg hij een 10-daags contract bij de Los Angeles Lakers. Op 11 februari 2008 kreeg hij van de Lakers een contract voor de rest van het seizoen 2007–08.
Op 6 maart 2009 scoorde Mbenga, tegen de Minnesota Timberwolves, zijn  hoogste aantal punten ooit: 10 punten aan een percentage van 80% (4-5 en twee vrije worpen), 4 rebounds en 5 blocks in slechts 17 minuten. Op 14 juni 2009 won Mbenga ook nog eens zijn eerste NBA-titel met de Los Angeles Lakers.
Toen basisspelers Pau Gasol en Andrew Bynum geblesseerd waren maakte Mbenga deel uit van de basisvijf van de Los Angeles Lakers op 6 november 2009 tegen de Memphis Grizzlies. Twee dagen later maakte Mbenga zijn eerste double double uit zijn carrière met 10 punten en 12 rebounds, aangevuld met 4 blocks tegen de New Orleans Hornets. Op 9 april 2010 tegen de Minnesota Timberwolves, maakte Mbenga een carrière-record van 11 punten. Op 17 juni 2010 won Mbenga zijn tweede NBA-titel, nadat de Lakers de Boston Celtics hadden verslagen in de finale.
Tijdens zijn verblijf in Los Angeles werd hij een publiekslieveling en kreeg hij de bijnaam "Congo Cash", omdat hij, volgens Kobe Bryant "opbracht" telkens hij aan de bal kwam door te scoren of te blocken.

## New Orleans Hornets
Toch kon zijn contract in Los Angeles niet verlengd worden en op 13 oktober 2010 tekende hij een contract bij de New Orleans Hornets. In 2010-2011 kreeg hij er een kans, maar buiten het preseason speelde hij ook hier meestal maar enkele minuten per wedstrijd. Na het seizoen kwam hij niet meer in actie voor de Hornets en werd zijn contract ontbonden.

## New York Knicks
Op 8 oktober 2014 tekende Mbenga bij de Knicks, waarmee hij zijn NBA-carrière leek te hervatten. Het ging echter om een tijdelijk contract, en Mbenga mocht enkele weken later, op 24 oktober, weer beschikken.

## Persoonlijke informatie
Mbenga spreekt vijf talen: Frans, Portugees, Engels en twee Congolese talen, Lingala en Tshiluba.

## Liefdadigheidswerk
De Mbenga Foundation helpt kinderen in Congo en Congolese vluchtelingen in België (zoals Didier er één was).

## Palmares
- Charleroi
  - Landskampioen (2004)
- L.A. Lakers
  - Kampioen x2 (2009,2010)

2 Fisher · 
3 Ariza · 
4 Walton · 
5 Farmar · 
6 Morrison · 
7 Odom · 
9 Sun · 
12 Brown · 
16 Gasol · 
17 Bynum · 
18 Vujačić · 
21 Powell · 
24 Bryant · 
28 Mbenga · 
Coach Jackson
2 Fisher ·
4 Walton ·
5 Farmar ·
6 Morrison ·
7 Odom ·
12 Brown
16 Gasol ·
17 Bynum ·
18 Vujačić ·
21 Powell ·
24 Bryant ·
28 Mbenga ·
37 Artest ·
Coach Jackson